# Barrali
Barrali ist eine italienische Gemeinde (comune) mit 1099 Einwohnern (Stand 31. Dezember 2023) in der Metropolitanstadt Cagliari auf Sardinien. Die Gemeinde liegt etwa 28,5 Kilometer nördlich von Cagliari.

## Nachbargemeinden
Barallis Nachbargemeinden sind in alphabetischer Reihenfolge Donori, Ortacesus, Pimentel, Samatzai und Sant’Andrea Frius. Sie liegen alle in der Metropolitanstadt Cagliari.

## Geschichte
Zahlreiche Nuraghen finden sich in der Gemeinde.

## Verkehr
Durch die Gemeinde führt die Strada Statale 128 Centrale Sarda von Monastir nach Oniferi.

## Einzelnachweise

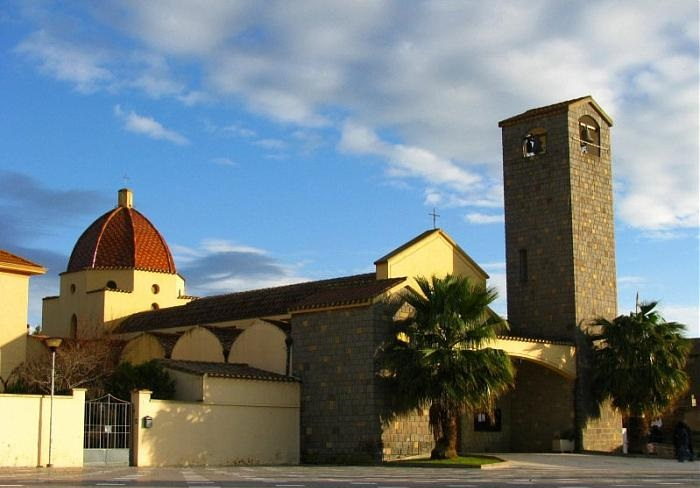
Chiesa di Santa Lucia